# Czyżyków (Ukraina)
Czyżyków – wieś na Ukrainie w rejonie lwowski (do 2020 roku w rejonie pustomyckim) należącym do obwodu lwowskiego. 
W II Rzeczypospolitej wieś w powiecie lwowskim województwa lwowskiego. W latach 1943–1945 nacjonaliści ukraińscy z OUN-UPA zamordowali tutaj 14 Polaków.